# La Petite Rivière (rivière de l'Achigan)
Pour les articles homonymes, voir La Petite Rivière.
La Petite Rivière est un affluent de la rivière de l'Achigan. Son cours traverse les municipalités de Saint-Calixte, Sainte-Julienne et Saint-Lin–Laurentides, situées dans la municipalité régionale de comté (MRC) de Montcalm, dans la région administrative des Lanaudière, au Québec, au Canada.
Son cours supérieur est surtout en zone forestière et son cours inférieur en zone agricole.

## Géographie
La Petite Rivière prend sa source à la limite sud-est de Saint-Calixte.
À partir de sa source, La Petite Rivière coule sur 13,0 km selon les segments suivants :
- 0,1 km vers l'est dans Saint-Calixte, jusqu'à la limite de Sainte-Julienne ;
- 2,3 km vers l'est dans Sainte-Julienne, jusqu'à la route 337, traversant le Domaine-du-Lac-du-Moulin ;
- 1,2 km vers le sud, jusqu'à la route 337 ;
- 2,4 km vers le sud-ouest, jusqu'à la limite de Saint-Lin-des-Laurentides ;
- 2,6 km vers le sud-ouest dans Saint-Lin-des-Laurentides, jusqu'au chemin du Rang Double ;
- 1,3 km (ou 0,7 km en ligne directe) vers le sud-ouest, en serpentant jusqu'à la décharge (venant du nord-ouest) des lacs Chevreuil, Siesta, Bel Air, Capri et Brien ;
- 3,1 km vers le sud, en coupant le chemin du rang de la Rivière Nord en fin de segment à 1,1 km à l'ouest du village de Saint-Lin-des-Laurentides et en serpentant jusqu'à la confluence de la rivière[2].

La Petite Rivière se déverse sur la rive nord de la rivière de l'Achigan. Cette confluence est située à 23,1 km à l'ouest de la confluence de la rivière de l'Achigan et à 9,3 km au nord du centre de Sainte-Anne-des-Plaines.

## Toponymie
Le toponyme La Petite Rivière a été officialisé le 5 décembre 1968 à la Commission de toponymie du Québec.